# Namche

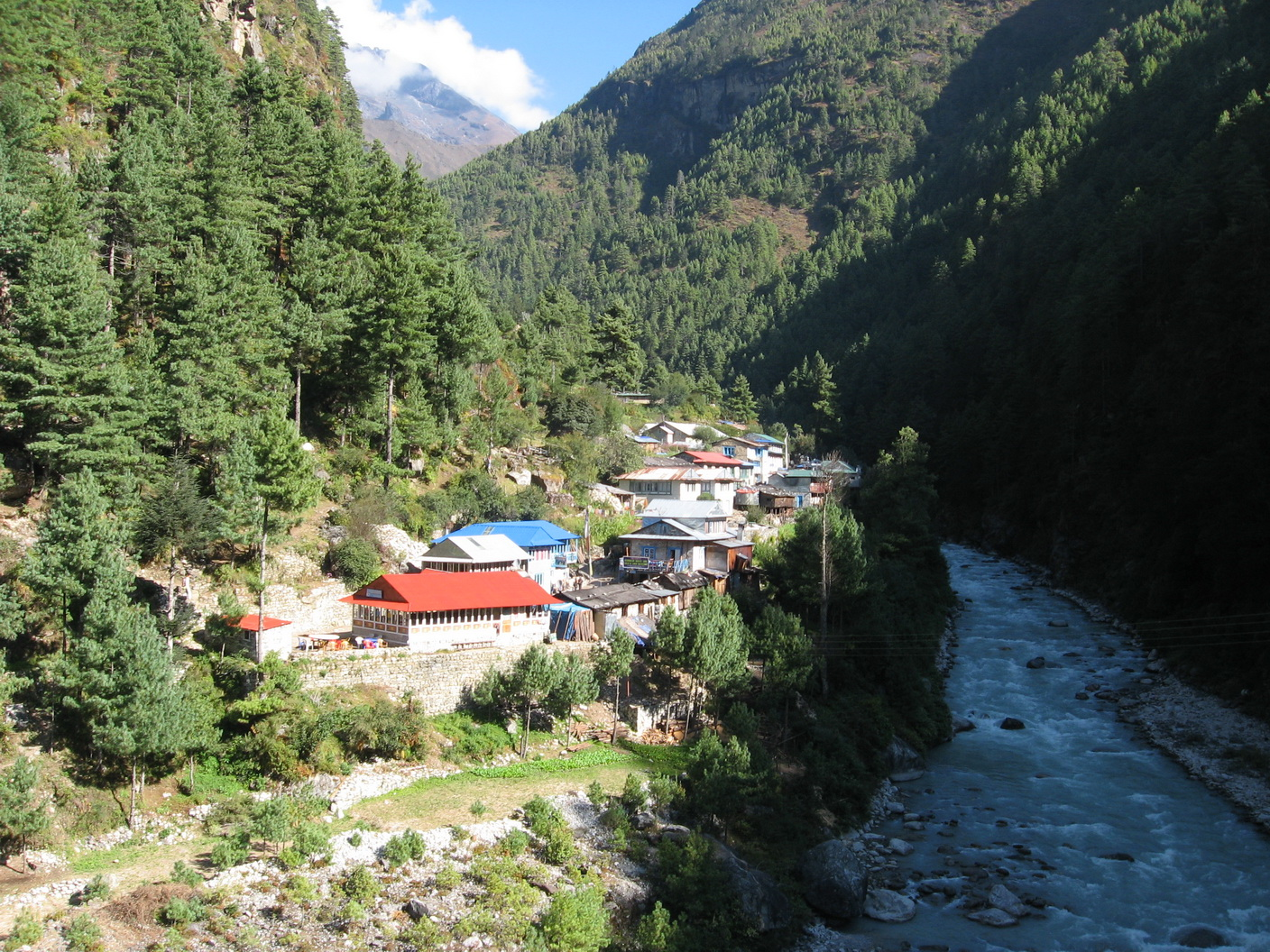
Jorsalle am Westufer des Dudhkoshi

Namche (Nepali नाम्चे) ist ein Village Development Committee (VDC) im Distrikt Solukhumbu der Verwaltungszone Sagarmatha in Ost-Nepal.
Namche liegt im Hochhimalaya, 30 km westsüdwestlich vom Mount Everest. Das VDC Namche erstreckt sich westlich des Dudhkoshi über das Einzugsgebiet dessen rechten Nebenflusses Bhotekoshi.
Die Berge Kongde Ri, Tengi Ragi Tau, Jasemba und Khumbi Yul Lha erheben sich entlang der Gebietsgrenze von Namche. Im Norden und Nordwesten grenzt Namche an Tibet. 
Hauptort ist Namche Bazar. Beim Nachbarort Syangboche befindet sich ein Flugplatz. Jorsalle, am Dudhkoshi gelegen, befindet sich an der Trekkingstrecke des Mount Everest Trek. Namche liegt im westlichen Teil des Sagarmatha-Nationalparks.
Das Namche Gompa ist ein bedeutendes tibetisch-buddhistisches Kloster im Distrikt Solukhumbu.

## Einwohner
Bei der Volkszählung 2011 hatte Namche 1540 Einwohner (davon 807 männlich) in 480 Haushalten.

## Dörfer und Weiler
Namche besteht aus mehreren Dörfern und Weilern. 
Die wichtigsten sind:
- Dingjung (4180 m ⊙)
- Hilajung (3820 m ⊙)
- Hungmo (3900 m ⊙)
- Jorsale (2780 m ⊙)
- Langmuche (3180 m ⊙)
- Namche Bazar (3460 m ⊙)
- Samde (3630 m ⊙)
- Syangboche (3750 m ⊙)
- Thame (3980 m ⊙)
- Thamu (3460 m ⊙)
- Thyangmoche (3816 m ⊙)